# Млака над Лушо
Млака над Лушо (словен. Mlaka nad Lušo) је насељено место у општини Горења Вас-Пољане, Горењска регија, Словенија.

## Историја
До територијалне реорганизације у Словенији била је у саставу старе општине Шкофја Лока.

## Становништво
У попису становништва из 2011. године, Млака над Лушо је имала 36 становника.
| Број становника према пописима | Број становника према пописима | Број становника према пописима |
| ------------------------------ | ------------------------------ | ------------------------------ |
| 1991                           | 2002                           | 2011                           |
| 28                             | 30                             | 36                             |

Напомена: До 1955. исказивано под именом Млака.

## Галерија
- центар села
- сеоски објекат
- сеоске куће
- зимски пејзаж